# Kanton Maubeuge-Nord
Kanton Maubeuge-Nord (francouzsky Canton de Maubeuge-Nord) je francouzský kanton v departementu Nord v regionu Nord-Pas-de-Calais. Tvoří ho 11 obcí.

## Obce kantonu
- Assevent
- Bersillies
- Bettignies
- Élesmes
- Gognies-Chaussée
- Jeumont
- Mairieux
- Marpent
- Maubeuge (severní část)
- Vieux-Reng
- Villers-Sire-Nicole